# Нескучне (Харківський район)
Нескучне́ (хутір Нескучний) — село в Україні у Липецькій громаді Харківського району Харківської області. Населення становить 1 особа. Колишній (до 2020) орган місцевого самоврядування — Веселівська сільська рада.

## Географія
Село Нескучне знаходиться на березі річки Муром (в основному на правому березі), вище за течією на відстані 1 км розташоване село Зелене, нижче за течією на відстані 3,5 км розташоване село Веселе.

## Історія
1750 рік — дата заснування.
Станом на 1927 рік Нескучнянська сільрада Курської губернії передана до складу Вовчанського району (згодом до Липецького району (Липці)) Харківської округи.

## Відомі люди
- Зінаїда Євгенівна Серебрякова — відома художниця народилася 12 грудня 1884 року в родинному маєтку на хуторі Нескучне Харківської губернії.
- Євген Олександрович Лансере — відомий скульптор, батько Зінаїди Серебрякової; мешкав, працював і помер (4 квітня 1886) у рідному маєтку.
- Євген Борисович Серебряков — архітектор і реставратор, автор акварельних пейзажів, син Зінаїди Серебрякової; народився (1906) і провів дитячі роки в маєтку Бенуа-Лансере-Серебрякових.
- Олександр Борисович Серебряков — російський живописець, аквареліст і декоратор, син Зінаїди Серебрякової народився (7 вересня 1907) і провів дитячі роки (до 1920 року).

## Пам'ятки
- Братська могила радянських воїнів. Поховано 254 воїни.
- 4 квітня 1996 року з нагоди 110-річчя від дня смерті Євгена Лансере на його уявній могилі встановлено металевий хрест і огорожу.  Автор проєкту В.Я. Курило.
- У місцевому клубі створено постійну експозицію з історії маєтку Євгена Лансере, копій архітектурних проєктів деяких споруд, зведених із часів Російської імперії знаменитими родичами.
- 2010 року встановлено меморіальну дошку художниці Зінаїді Серебряковій[3].
- 12 квітня 2017 року відбулось урочисте відкриття Історико-культурного центру пам’яті родини Бенуа-Лансере-Серебрякових. На базі експозицій місцевого клубу, неподалік від місця, де знаходилася садиба створено Музей художниці Зінаїди Серебрякової. У ньому представлені репродукції картин художниці, автентичні предмети того часу: старовинне піаніно, віденські стільці, дерев'яна етажерка, круглий стіл, за яким могла збиратися вся родина. При реставрації приміщення організатори відтворили старовинний камін. Також можна побачити ноти, книги, різноманітні предмети жіночого туалету XIX—XX ст. Ідея створення музею належить відомому фотографу Володимиру Оглобліну[4].
- На території села збережено джерело, яке колись розташовувалося на території маєтку Бенуа-Лансере. Над джерелом побудували колодязь із дерев'яного зрубу, де кожен охочий може набрати води.

## Примітки

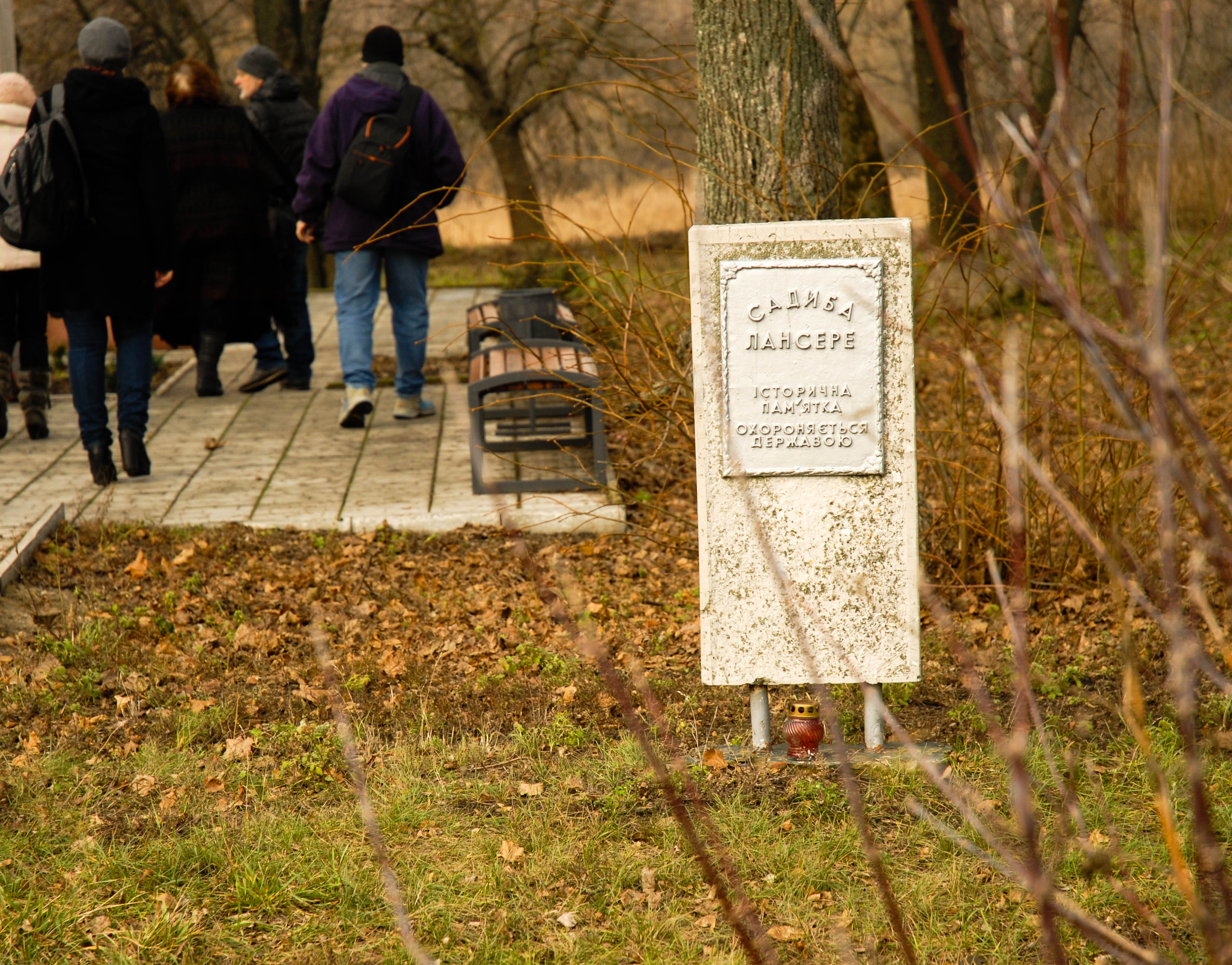
Пам'ятна дошка на місці садиби Бенуа-Лансере

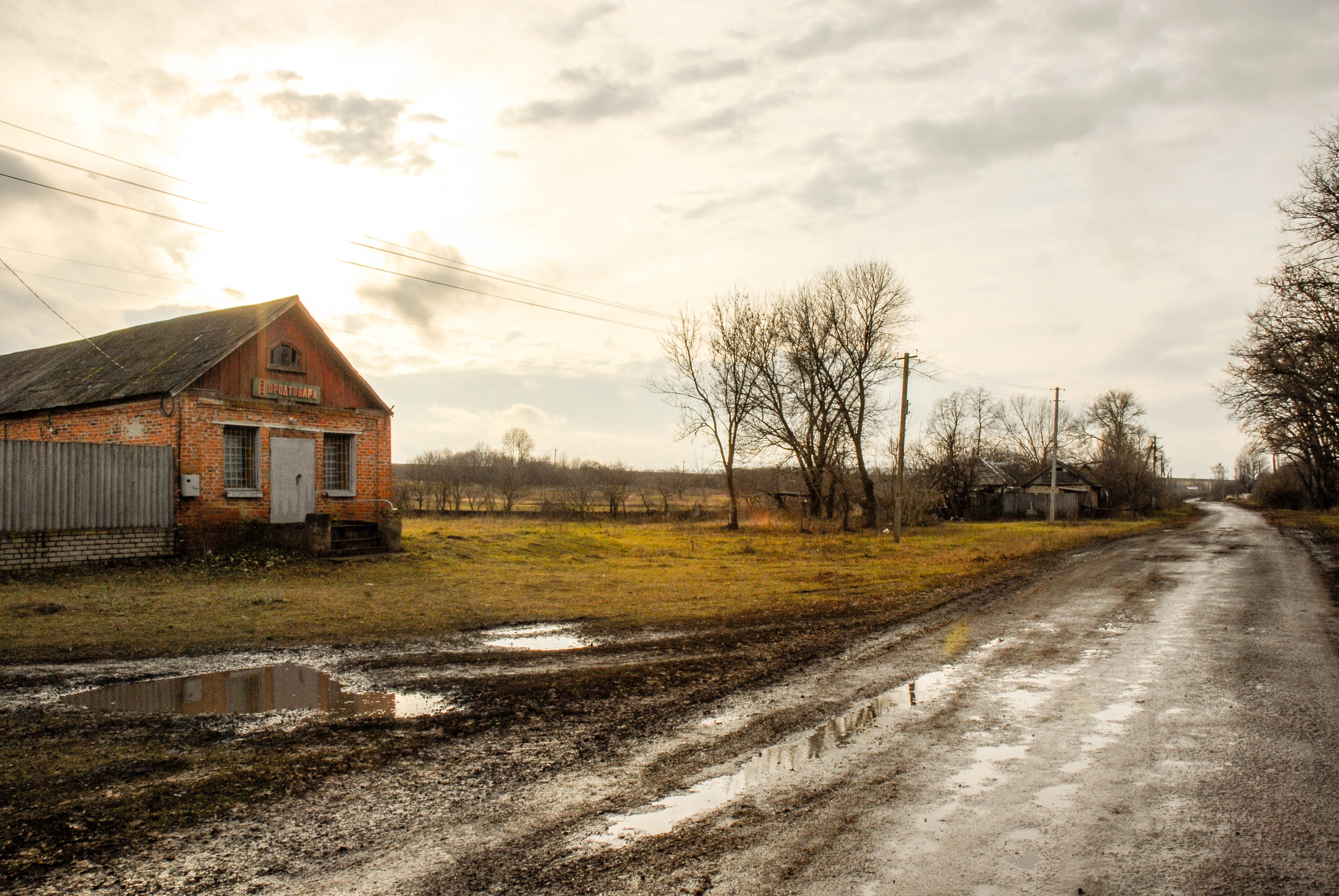
Головна вулиця села Нескучне

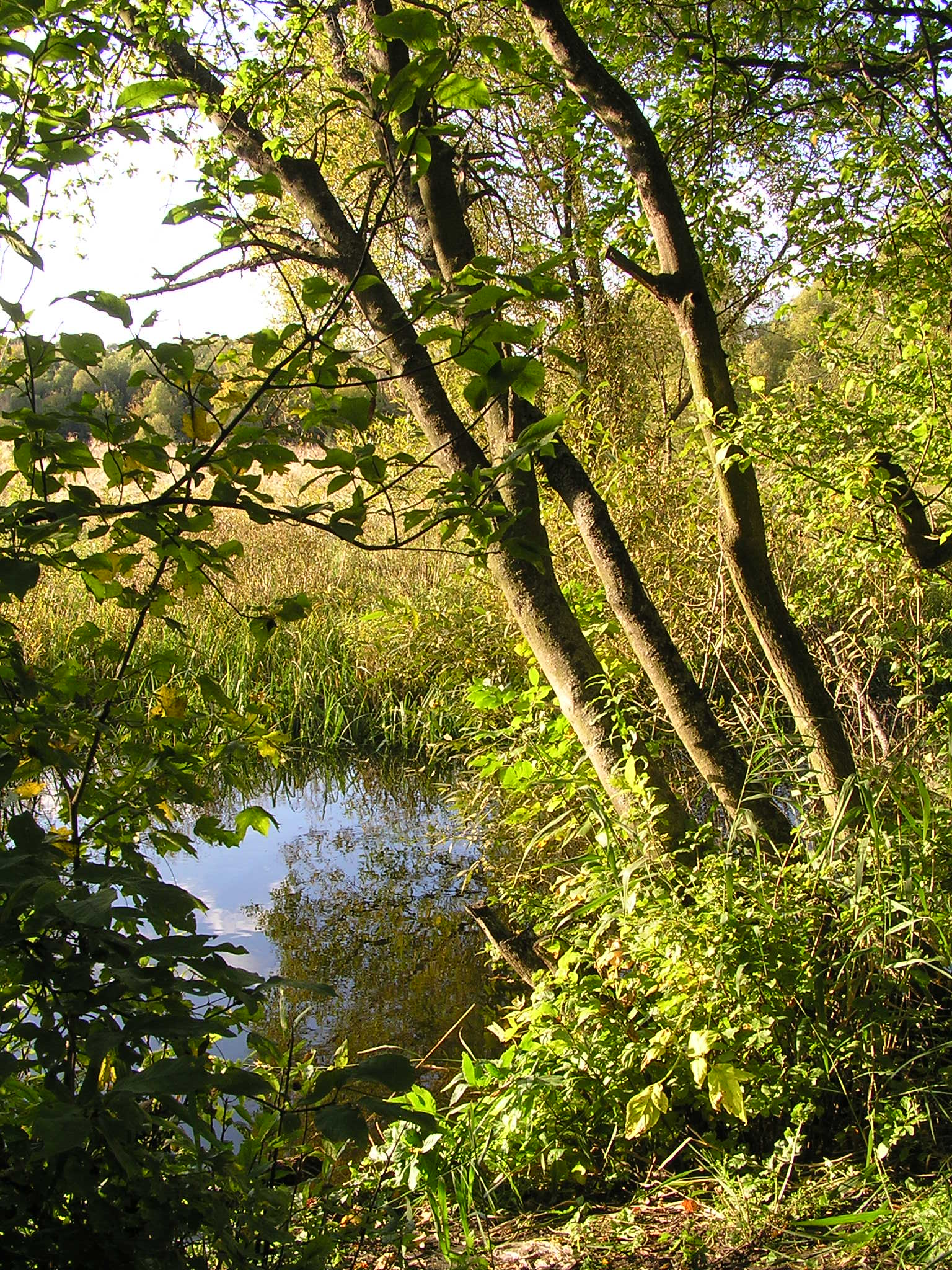
Територія колишньої садиби мистецької родини Лансере–Бенуа–Серебрякових

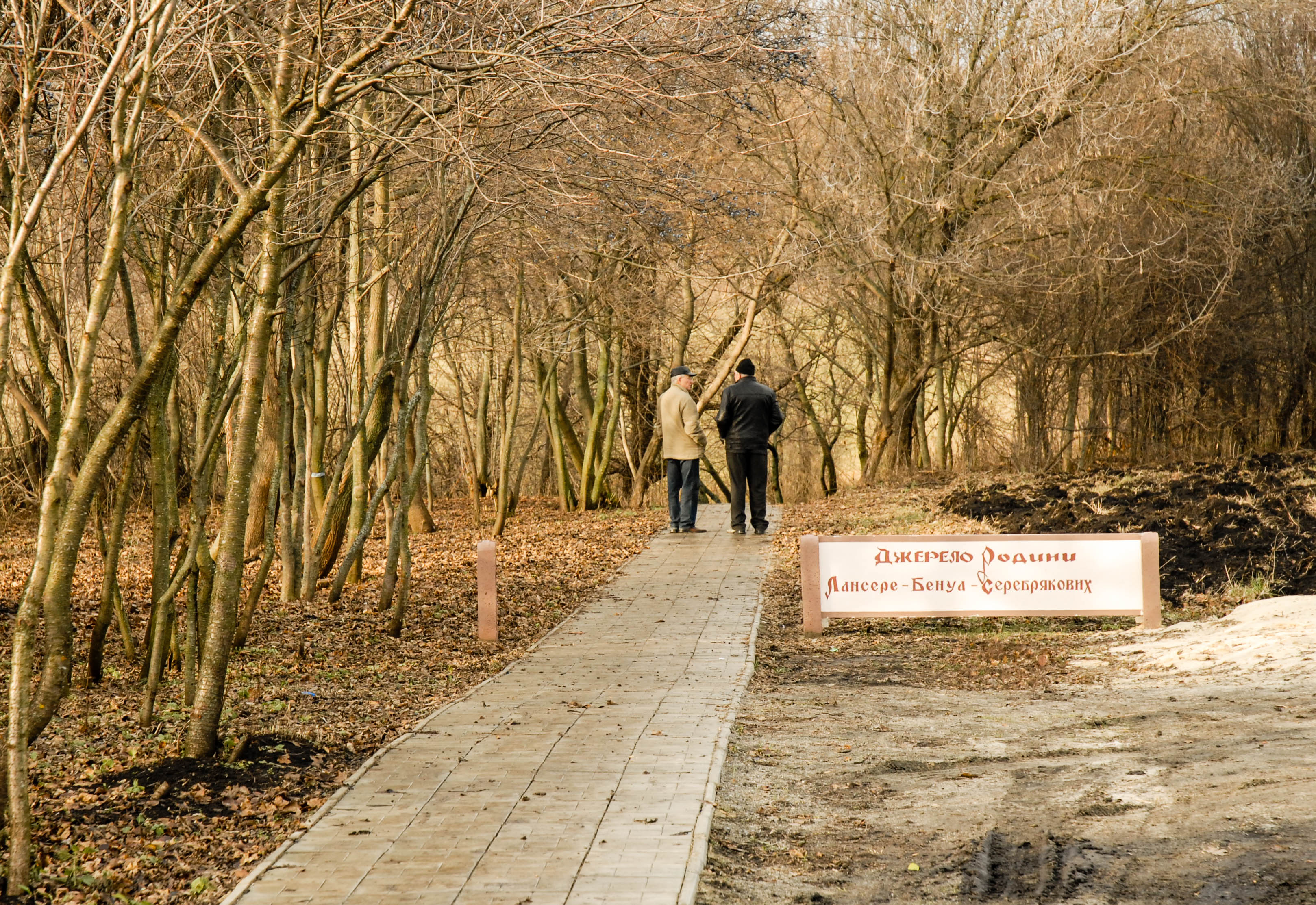
Дорога до джерела родини Лансере-Бенуа-Серебрякової